# FKI Tower
 (juillet 2023).
Si vous disposez d'ouvrages ou d'articles de référence ou si vous connaissez des sites web de qualité traitant du thème abordé ici, merci de compléter l'article en donnant les références utiles à sa vérifiabilité et en les liant à la section « Notes et références ».
La FKI Tower est un gratte-ciel de 245 mètres construit en 2013 à Séoul en Corée du Sud.